# Do You Want the Truth or Something Beautiful?
Do You Want the Truth or Something Beautiful? é nome do álbum de estúdio de estreia da cantora e compositora inglesa Paloma Faith. Foi lançado no dia 28 de setembro de 2009 pela Epic Records. Os dois primeiros singles do álbum, "Stone Cold Sober" e "New York", ambos atingiram o top vinte no Reino Unido.O álbum gerou mais três singles: "Do You Want the Truth or Something Beautiful?", "Upside Down" e "Smoke & Mirrors".
O álbum recebeu comentários positivos pelas críticas. Desde seu lançamento, o álbum ficou 6 semanas na UK Albums Chart e chegou até a 9° posição. Foi anunciado em maio de 2013 que o álbum havia recebido certificado de Dupla Platina com as vendas excedendo 600.000 cópias.

## Performance nos charts
Do You Want the Truth or Something Beautiful? atingiu a nona posição no Reino Unido. Em apenas 2 meses do lançamento do álbum, este recebeu certificação de Ouro com vendas acima de 100.000, mas tarde recebendo a certificação de Platina. O álbum ficou no top 100 álbuns do Reino Unido por 62 semanas, em sua 63º semana este caiu e saiu do top 100 álbuns. Ao todo, na semana seguinte voltou a aparecer no top 100.
O álbum teve um sucesso moderado em outros lugares, este entrou no top 30 na Irlanda, onde alcançou a 26 posição. Do You Want the Truth or Something Beautiful? alcançou a 3 posição na Escócia. Na Suíça, o álbum listou de novo, dentro do top 40, onde alcançou a 39 posição. Na Holanda, o álbum também alcançou a 50 posição. Na Finlândia, o álbum alcançou a posição de número 46 e na Polónia, o álbum alcançou posição de número 39.

## Faixas
| N.º            | Título                                          | Compositor(es)                                                        | Duração |  |
| 1.             | "Stone Cold Sober"                              | Paloma Faith, Patrick Byrne, Blair Mackichan                          | 2:54    |  |
| 2.             | "Smoke & Mirrors"                               | Faith, Steve Robson, Alison Clarkson                                  | 3:06    |  |
| 3.             | "Broken Doll"                                   | Faith, Ian Barter                                                     | 4:07    |  |
| 4.             | "Do You Want the Truth or Something Beautiful?" | Faith, Ed Harcourt                                                    | 4:35    |  |
| 5.             | "Upside Down"                                   | Faith, Andrew Nicholas Love, Jos Hartvig Jorgensen, Belle Sara Humble | 3:09    |  |
| 6.             | "Romance Is Dead"                               | Faith, Jodi Marr, George Noriega, Rob Wells                           | 3:04    |  |
| 7.             | "New York"                                      | Faith, Marr                                                           | 3:39    |  |
| 8.             | "Stargazer"                                     | Faith, Jörgen Elofsson                                                | 3:45    |  |
| 9.             | "My Legs Are Weak"                              | Faith, Samuel Dixon                                                   | 4:48    |  |
| 10.            | "Play On"                                       | Faith, Robson                                                         | 4:04    |  |
| Duração total: | Duração total:                                  | Duração total:                                                        | 37:11   |  |

| iTunes faixas bônus |                                              |                         |         |  |
| N.º                 | Título                                       | Compositor(es)          | Duração |  |
| 11.                 | "Press Lightly"                              | Faith, Dixon            | 3:33    |  |
| 12.                 | "Stone Cold Sober" (Live at the ICA) (Video) | Faith, Byrne, Mackichan | 3:27    |  |
| 13.                 | "New York" (Live at the ICA) (Video)         | Faith, Marr             | 4:07    |  |
| Duração total:      | Duração total:                               | Duração total:          | 48:18   |  |